# Kourori
Kourori est une commune située dans le département de Titabé, dans la province du Yagha, région du Sahel, au Burkina Faso.

## Santé et éducation
Kourori accueille un centre de santé et de promotion sociale (CSPS).